# Jacques Trovic

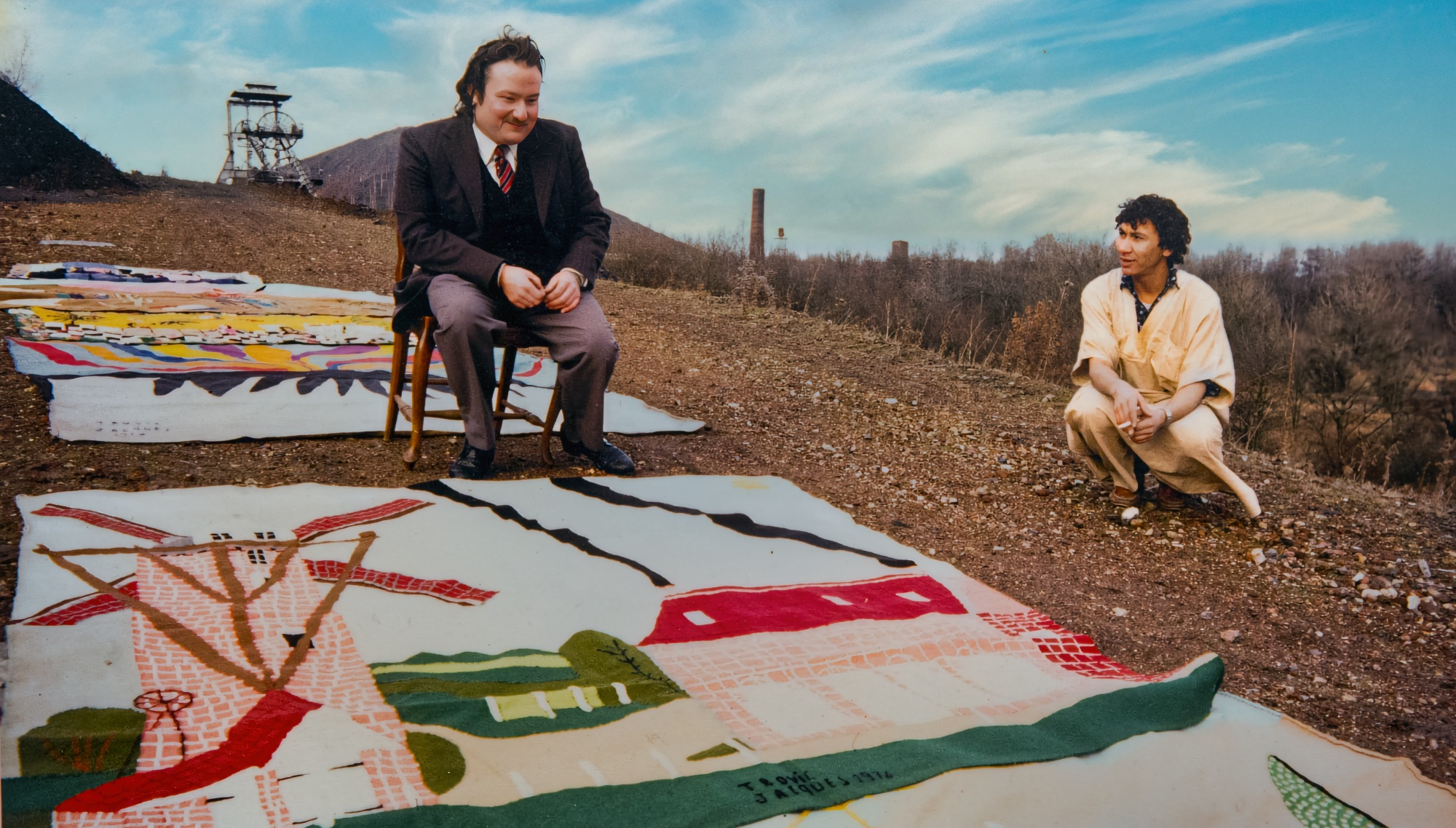
Du soleil dans la grisaille du nord avec les œuvres de Jacques Trovic (15 juin 1948 - 27 octobre 2018) et lui même sous l'œil attentif de Selim Moktar. Terril de Sabatier 31/12/1983

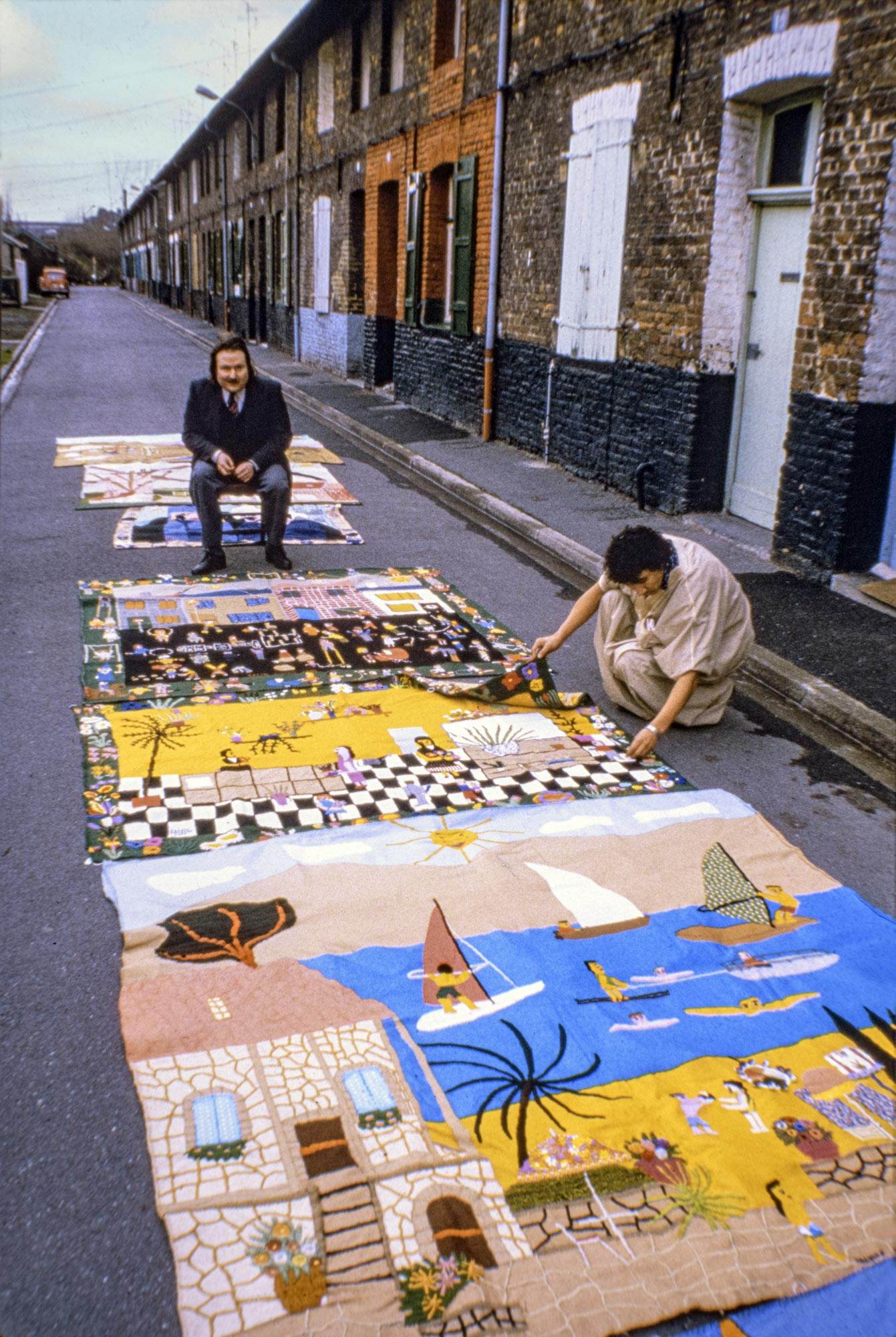
Installation des tapisseries de Jacques Trovic (15 juin 1948 - 27 octobre 2018) dans le coron de Raismes en décembre 1983

Jacques Trovic, né à Anzin le 15 juin 1948 et mort à Ath le 27 octobre 2018, est un artiste français.
Actif à partir des années 1960, il crée des tapisseries cousues et brodées sur des thèmes populaires ou folkloriques. Il est généralement considéré comme appartenant au mouvement de l'Art naïf. Il est l'objet du documentaire "Les Solèls de Trovic".

## Biographie
Jacques Trovic naît à Anzin, ville minière près de Valenciennes. À la suite d'ennuis de santé, il est scolarisé par intermittence. Sa mère et sa sœur étant brodeuses, il apprend auprès d'elles des techniques de broderie et de couture. A l'adolescence, il fréquente l'école d'art de Saint-Amand-les-Eaux pendant quelques années. Il a vécu à Anzin la majeure partie de sa vie, avant de partager son temps entre Anzin et le centre la Pommeraie en Belgique où il réside de 2011 à son décès en 2018. 
Il réalise sa première oeuvre en 1964, "La Scène Espagnole", une broderie de laine et de tissus appliqués. Il a 16 ans. Cette oeuvre pose les bases de sa technique de prédilection qu'il déclinera tout au long de ses 50 années de carrière marquée par une production prolifique et la profusion des thèmes abordés dans ses créations monumentales. La majorité de ses tapisseries est créée dans sa maison de courée rue Jean Jaurès à Anzin, dans le quartier de la Bleuse Borne. Sur la table de sa cuisine, aménagée en atelier, cet homme à la personnalité attachante fait jaillir une oeuvre lumineuse et colorée. 
Son état de santé pour le moins fragile le contraint à une scolarité intermitente, mais au delà de l'enseignement de la couture reçu auprès de sa mère et de sa seur, il suivra des cours hebdomadaires de peinture, mosaïque et de tapisserie à l'école des Beaux-Arts de Saint-Amand-les-eaux, de 1964 à 1970. Dès ses débuts Jacques Trovic est un artiste récompensé exposé dans le monde entier. Une première rétrospective est organisée en 1976 au musée des Beaux-Arts de Tourcoing, d'Helsinki à New-York, du Vénézuela au Japon, et dans toute l'Europe, son oeuvre voyage et les grands musées d'Art Brut et d'Art Naïf se porteront acquéreur de certaines de ses oeuvres. 
Le décès de sa soeur Josiane en 2009 laissera notre homme désemparé, mais il trouvera son salut, et la possibilité de continuer à créer dans le cadre de l'atelier d'art du centre de la Pommeraie où il résidera en semaine jusqu'à sa mort en 2018. 
Depuis, de nouvelles expositions sont organisées, notamment en décembre-avril 2022 au Colysée de Lambersart par la Fondation Paul Duhem (Belgique), de septembre 2023 à mars 2024 au TAMAT de Tournai et de février à avril 2024 à la médiathèque de la ville du Portel. En reconnaissance ultime, le conseil municipal de la ville d'Anzin vote en janvier 2025 la dénomination d'une nouvelle voie, la rue "Jacques Trovic", dans le quartier de la Bleuse Borne en rénovation, où était sa maison. Un bel hommage posthume de la ville à l'un de ses fils les plus talentueux et à son héritage artistique considérable, ancrés tous deux dans la culture et le patrimoine traditionnel de son nord natal. 

## Œuvre
Trovic est l'auteur de 250 à 350 tapisseries. Les sujets principaux de ses tapisseries sont la culture minière (La Jonction souterraine, 1975), le folklore, les métiers disparus (Le Cordonnier), la vie quotidienne (Le Marchand de ballons, 1974) ou les régions françaises,.
Ses tapisseries sont toutes cousues sur un fond de toile de jute, généralement de plusieurs mètres, recouverte progressivement de bouts de tissus et de broderie.

### Catalogues et livres illustrés
- Musique en fêtes, catalogue d'exposition, 1999[8]
- Le Petit Mousseron, d'André Dubuc, illustré par Jacques Trovic, 2004.

## Collections
Son travail est exposé dans plusieurs musées et institutions culturelles spécialisés dans l'Art brut ou l'Art naïf.
- Collection de l'art brut à Lausanne ;
- Musée Art&Marges à Bruxelles ;
- Musée d'art naïf à Laval ;
- Musée international d'art naïf Anatole Jakovsky à Nice ;
- La Fabuloserie à Dicy ;
- Musée du textile à Cholet[10];
- Le centre Historique Minier à Lewarde;
- Musée municipal de la tour abbatiale de Saint-Amand-les-Eaux